# Centrale hydroélectrique de Firestone
La centrale hydroélectrique de Firestone est une centrale hydroélectrique au Liberia sur la rivière Farmington. Construite en 1942, il s'agit de la première centrale hydroélectrique du pays. Située à Harbel, dans le comté de Margibi, elle est exploitée par la Firestone Plantations Company.

## Capacité
La centrale possède quatre turbines avec une puissance installée de 64 MW . La construction initiale visait à alimenter en électricité une installation militaire américaine dans la région pendant la Seconde Guerre mondiale et à approvisionner la ville de Robertsfield. La centrale est la seule centrale hydroélectrique à être restée intacte pendant les guerres civiles.